# Суходул (Плоцький повіт)
Суходул (пол. Suchodół) — село в Польщі, у гміні Брудзень-Дужий Плоцького повіту Мазовецького воєводства.
Населення — 140 осіб (2011).
У 1975-1998 роках село належало до Плоцького воєводства.

## Демографія
Демографічна структура станом на 31 березня 2011 року:
|          | Загалом | Допрацездатний вік | Працездатний вік | Постпрацездатний вік |
| -------- | ------- | ------------------ | ---------------- | -------------------- |
| Чоловіки | 74      | 19                 | 49               | 6                    |
| Жінки    | 66      | 10                 | 37               | 19                   |
| Разом    | 140     | 29                 | 86               | 25                   |